# 查里蒂 (密蘇里州)
查里蒂（英語：Charity）是位於美國密蘇里州達拉斯縣的非建制地區。

## 歷史
查里蒂的郵局於1884年設立，其後於1956年停運。

## 地理
查里蒂所處的海拔為高於海平面360米（即1181英呎），而該地所採用的時區為UTC-6，即北美中部時區（CST）。同時該地設有夏令時間，為UTC-6調快一小時，即UTC-5（CDT）。